# The Flatiron
The Flatiron (englisch für Das Bügeleisen) ist eine felsige und erhabene Landspitze an der Scott-Küste des ostantarktischen Viktorialands. Sie überragt den südwestlichen Abschnitt des Granite Harbor.
Teilnehmer der Terra-Nova-Expedition (1910–1913) unter der Leitung des britischen Polarforschers Robert Falcon Scott kartierten sie. Scott gab ihr aufgrund ihrer dreieckigen Grundform den deskriptiven Namen.